# Matematikens historia
Matematikens historia är historien om hur människan genom tiderna och i olika regioner utvecklat olika matematiska teorier. Det går inte att säga när "matematiken uppstod". Några av de äldsta texterna om matematik som hittats är dock "Moskva-papyrusen" (cirka 1850 f.Kr.) och "Rhindpapyrusen" (cirka 1650 f.Kr.). Babylonien och Egypten var tidiga högkulturer där det också fanns ett för den tiden högt matematiskt kunnande. Från 700-600-talet före Kristus växte den grekiska högkulturen fram och ett av flera områden där kunskapen växte var det matematiska. Förutom den babyloniska och egyptiska matematiken och den klassiskt grekiska matematiken, finns också viktiga utvecklingslinjer kring den mesoamerikanska matematiken, den arabiska matematiken, den vediska matematiken och den kinesiska matematiken. Västerländsk matematik blev normbildande kring 1500-talet. Den hade ärvt positionssystem och algebra österifrån. Under 1600-talet utvecklades differential- och integralkalkyl. Under 1900-talet har datorernas intåg revolutionerat matematiken.

## Babylonsk matematik
Med babylonisk matematik avses den matematiska tradition som utvecklades av folken i Mesopotamien (nuvarande Irak) från tidig sumerisk epok genom den hellenistiska perioden och nästan ända till kristendomens inträde på den historiska scenen. Anledningen till att denna tidiga matematiska tradition fått namnet babylonsk matematik är på grund av den centrala roll som Babylon spelade som studieort. 

## Den västerländska matematiken
Den västerländska matematiken var länge i jämförelse med omvärlden väldigt outvecklad. Efter grekerna skulle det dröja till renässansen innan intresset för matematiken började på nytt, med början i 1300-talets Florens och andra norditalienska städer. Framförallt bidrog italienarna med att ekonomin berikades med nya termer som brutto (smutsig), netto (ren) m.m. Man började översätta arabiska verk om algebra till latin, och gick alltmer ifrån de latinska siffrorna till förmån för dagens.

### Förhistorisk tid, antiken och medeltiden
Om matematik ses som det medvetna användandet av abstrakta strukturer, inleds dess historia sannolikt med uppkomsten av antal som begrepp – insikten att såväl två äpplen som två apelsiner representerar en kvantitet. Den mänskliga förmågan att räkna är minst 50 000 år gammal, möjligtvis med ursprung strax efter eller i samband med språkets uppkomst. En nödvändig förutsättning för matematikens utveckling var också skrivkonsten och med den förmågan att skriva ner tal och samband på ett systematiskt sätt.
Alla tidiga civilisationer utvecklade ett matematiskt kunnande för att lösa praktiska problem i samband med bokföring, astronomi, jordbruk och konstruktion. Bland andra de antika babylonierna, egyptierna, indierna och senare grekerna använde sig av sofistikerade talsystem, numeriska metoder, geometri, och talteori. Grekerna utvecklade även logiken och den deduktiva bevisföringen. En stor del av antikens kända matematiska resultat och metoder sammanfattades cirka 300 f.Kr. av Euklides i verket Elementa.
Under det efterföljande årtusendet levde matematiken vidare i arabvärlden, Indien och Kina. Talet noll och decimalsystemet började under den här perioden användas. Den persiske matematikern och vetenskapsmannen al-Khwarizmi utvecklade kring 800 algebran väsentligt.

### Genombrottet i Europa
Den matematiska traditionen upptogs i Europa först efter medeltiden, möjliggjord av Adelards översättningar från 1100-talet av arabiska verk till latin. Utvecklingen tog fart i 1500-talets Italien, med insatser inom algebra av bland andra Girolamo Cardano. De italienska framgångarna ledde till en ökad entusiasm för matematisk forskning som spred sig till övriga Europa. De följdes av René Descartes som tillämpade algebran på geometriska problem, och Pierre Fermat samt Blaise Pascal som utvecklade sannolikhetsläran.
Matematiken fick en betydande roll i samband med den vetenskapliga revolutionen som började kring 1600, då Johannes Kepler och Galileo Galilei använde matematiska samband för att beskriva fysikaliska fenomen. Under 1600-talet utvecklades också grunderna till den matematiska analysen, löst uttryckt läran om samband mellan storheter som genomgår förändring, som utgör ett viktigt problemlösningsverktyg inom alla inriktningar av vetenskap och teknik. Analysen grundlades av Gottfried Leibniz och Newton, oberoende av varandra. Newton använde sedan den för att formulera den klassiska mekaniken.
Parallellt med matematikens ökade tillämpning utvecklades den i en alltmer abstrakt riktning. Under 1700-talet och 1800-talet växte den matematiska kunskapen explosionsartat, med uppkomsten av nya områden som topologi, analytisk talteori och analytisk geometri. Bland de många framstående matematiker, som verkade under dessa tidigare århundraden, kan namn som Jakob och Johann Bernoulli, Leonard Euler, Carl Friedrich Gauss, William Rowan Hamilton, Bernhard Riemann, och David Hilbert med flera nämnas.

### Modern utveckling
En viktig upptäckt under 1800-talet var den av Nikolaj Lobatjevskij funna icke-euklidiska geometrin, inom vilken rummet är krökt så att parallella raka linjer kan korsa varandra. Den icke-euklidiska geometrin kom som en överraskning eftersom man bara trott att det fanns en geometri – den euklidiska som överensstämmer med mänsklig intuition – men paradoxalt nog kom Albert Einstein under början av 1900-talet att visa med sin relativitetsteori att det är icke-euklidisk geometri som beskriver verkligheten. 
Föregående århundradens framsteg gav det tidiga 1900-talets matematiker tillförsikt att försöka formalisera matematiken fullständigt. Målet var att härleda alla matematiska sanningar med hjälp av enkla och väldefinierade logiska regler, och eventuellt hitta en metod för att härleda matematiska sanningar "mekaniskt". Arbetet visade sig dock vara lönlöst, då Kurt Gödel år 1931 vände upp och ner på den rådande matematiska världsbilden genom att bevisa att varje formellt system antingen är otillräckligt eller leder till självmotsägelser.
Under 1900-talet fick matematiken nya tillämpningar i och med datorernas intåg.
I dag är den matematiska vetenskapen så omfattande och snabbt växande att ingen matematiker kan ha en ingående bekantskap med alla dess inriktningar. Årligen publiceras ett hundratusental artiklar med nya matematiska resultat.